# Iryna Shchetnik
Iryna Sergueïevna Shchetnik (en ukrainien : Щетнік Ірина Сергіївна), née le 31 octobre 1999, est une tireuse sportive handisport ukrainienne concourant en SH1 pour les athlètes pouvant tenir leur arme. Elle est double médaillée de bronze aux Jeux de 2020.

## Biographie
Elle étudie la littérature français à l'université d'Odessa.

## Carrière
Shchetnik fait ses débuts internationaux en 2018 où elle remporte la médaille d'or au championnat d'Europe en tir à la carabine air comprimé à 10 m debout SH1 (R2) en battant le record du monde. L'année suivante, elle est médaillée d'or en tir à la carabine air comprimé debout par équipes mixtes SH1 (R10) aux Championnats du monde à Sydney. Sur son épreuve favorite, la R2, elle obtient seulement l'argent, battue par la Slovaque Veronika Vadovičová.
En 2021, elle participe à ses premiers Jeux paralympiques où elle remporte le bronze en R2 derrière l'Indienne Avani Lekhara et la Chinoise Zhang Cuiping. Elle obtient le même métal sur l'épreuve mixte (R3).

## Palmarès

### Jeux paralympiques
- médaille de bronze en tir à la carabine air comprime à 10 m debout SH1 féminin aux Jeux paralympiques d'été de 2020 à Tokyo
- médaille de bronze en tir à la carabine air comprime à 10 m debout SH1 mixte aux Jeux paralympiques d'été de 2020 à Tokyo

### Championnats du monde
- médaille d'or en tir à la carabine air comprimé à 10 m debout par équipes mixte SH1 aux Championnats du monde 2019 à Sydney
- médaille d'argent en tir à la carabine air comprime à 10 m debout SH1 féminin SH1 aux Championnats du monde 2019 à Sydney
- médaille de bronze en tir à la carabine air comprime à 10 m debout SH1 féminin SH1 aux Championnats du monde 2018 à Cheongju